# Ovy on the Drums
Daniel Echevarría Oviedo (Medellín, 9 de enero de 1991) conocido artísticamente como Ovy on the Drums, es un productor musical y compositor colombiano. Ha estado nominado en 8 ocasiones a los Grammy Latinos, ganando en las categorías de Álbum del Año y Mejor álbum de música urbana por su producción del álbum Mañana Será Bonito, de Karol G, siendo el productor principal de la artista.

## Carrera musical

### Primeros años
Ovy on the Drums nació en Medellín en 1991, viviendo durante su infancia en la Comuna 13 de la ciudad. Con 17 años comenzó a trabajar descargando cargamentos de pollo y artículos desechables para fiestas en la plaza Minorista de Medellín. Dos años después, en 2012, un amigo de su primo le enseñó a utilizar FL Studio, una herramienta digital de grabación y edición de audio. A través de ella comenzó a crear y vender sus primeros beats, lo que le llevó a colaborar con otros artistas colombianos. El grupo de producción La Compañía le llevó a conocer a Karol G, ofreciendose Ovy como DJ de la artista durante una gira local. En 2014 lanzaron su primera colaboración, llamada "Ricos Besos".

#### Inicios y éxito comercial
Tras hacerse el productor principal de Karol G, Ovy on the Drums colaboró en el álbum debut de la artista Unstoppable, lanzado en 2017. En el mismo año le surgieron colaboradores recurrentes como Paulo Londra, con quien produjo su primer álbum de estudio Homerun en 2019, además de varias colaboraciones con otros artistas como Becky G o Lenny Tavárez.
El mismo año consiguió su primer número uno en Billboard con el tema Tusa, de Karol G y Nicki Minaj, tema que obtuvo dos nominaciones a los Latin Grammy.
En 2022 volvió a ser nominado en los 23ª edición de los Premios Grammy Latinos, en las categorías de Mejor Canción Urbana por Mamiii, junto Becky G y Karol G, Canción del año por Provenza, de Karol G y Álbum del año por Dharma de Sebastián Yatra. Este último consiguió el premio a Mejor álbum vocal pop. El mismo año, Ovy on the Drums fue clasificado por Billboard como el tercer mejor productor de la lista "Hot Latin Songs Producer of the year" y el número 21 en la categoría global.
Ovy on the Drums obtuvo su primer Grammy Latino en 2023 por su producción del álbum Mañana será Bonito de Karol G, por el que también obtuvo un Grammy a Mejor álbum de música urbana.

## Créditos

### Álbumes: como productor
- Unstoppable (2017) con Karol G
- Homerun (2019) con Paulo Londra
- Ocean (2019) con Karol G
- Emmanuel (2020) con Anuel AA
- Los Dioses (2021) con Anuel AA y Ozuna
- KG0516 (2021) con Karol G
- Las leyendas nunca mueren (2021) con Anuel AA
- Dharma (2022) con Sebastián Yatra
- Mañana será bonito (2023) con Karol G
- Mañana será bonito (Bichota Season) (2023) con Karol G
- Estrella (2023) con Mora
- Donde Quiero Estar (2023) con Quevedo
- Lo mismo de siempre (2025) con Mora

### Canciones destacadas: como productor
- Te amo (2018) con Piso 21 y Paulo Londra
- Dímelo (2018) con Paulo Londra
- Chica Paranormal (2018) con Paulo Londra
- Cuando Te Besé (2018) con Becky G y Paulo Londra
- Adán y Eva (2018) con Paulo Londra
- Nena Maldición (2018) con Lenny Tavárez y Paulo Londra
- Por eso vine (2019) con Paulo Londra
- Tal vez (2019) con Paulo Londra
- Solo pienso en ti (2019) con De la Ghetto, Justin Quiles y Paulo Londra
- Forever Alone (2019) con Paulo Londra
- Tusa (2019) con Karol G y Nicki Minaj
- Invisible (2019) Con Jesse & Joy y Rvssian
- Si te vas (2019) Con Jesse & Joy y Rvssian
- Ay, Dios mío! (2020) con Karol G y Danny Ocean
- Bichota (2020) con Karol G
- Fútbol y Rumba (2020) con Enrique Iglesias y Anuel AA
- El Barco (2021) con Karol G
- Location (2021) con Karol G, Anuel AA y J Balvin
- Mamii (2022) con Karol G y Becky G
- Sin señal (2022) con Quevedo
- Provenza (2022) con Karol G
- Qlona (2022) con Karol G y Peso Pluma
- Playa del Inglés (2022) con Quevedo y Myke Towers
- Mientras Me Curo del Cora (2023) con Karol G
- TQG (2023) con Karol G y Shakira
- Watati (2023) con Karol G
- X Si Volvemos (2023) con Karol G y Romeo Santos
- +57 (2024) con Karol G, Feid, DFZM, J Balvin, Maluma, Ryan Castro y Blessd

### Participación en bandas sonoras
- "L.H.N.A" para The Tax Collector (2020), dirigida por David Ayer
- "La Vida Es Una" para El Gato con Botas: el último deseo (2022), dirigida por Joel Crawford
- "Watati" para Barbie (2023), dirigida por Greta Gerwig